# Eisernhardter Tiefbau
Die Grube Eisernhardter Tiefbau war eine Eisenerzgrube in Siegen-Eisern im Kreis Siegen-Wittgenstein in Nordrhein-Westfalen.

## Gangmittel und Erzvorkommen
Die Gangmittel der Verbundgrube waren knapp 290 m lang. In den oberen Sohlen war überwiegend Spateisenstein vorhanden. Auf der 14. Sohle waren die meisten Mittel noch vorhanden, jedoch sehr verquarzt. Gefördert wurden hauptsächlich Spat- und Magneteisenstein. Der Eisenstein hatte einen Mangangehalt von 8 %.
Das Mittel Rosenstrauch war in einer Teufe von 200–300 m ca. 140 m lang und bis zu 3 m mächtig. Unter der 7. Sohle (390 m) war das Mittel nur noch in Trümmern vorhanden und somit unbauwürdig. Das Mittel Alte Birke hatte in den oberen Sohlen eine Mächtigkeit von 4–7 m und war 220 m lang, ab der 11. Sohle nahm das Gangmittel ab. Darunter hatte es nur noch eine Länge von 25 m. In 780 m Teufe waren davon nur noch Trümmer vorhanden.
Das Mittel Handelsmann war 2–4 m mächtig, der Maschinengang 2–6 m, der Theatergang 2–4 m und Krämer-Imbogen war 0,3–2 m mächtig. In der ersten Sohle führten die Gangmittel Braun- und Spateisenstein, während in der Talsohle nur Spateisenstein vorkam. Zu den Nebengängen gehörten Taubes Rad, Morgenröthe, Vulkan, Neuthal, Cephalus, Junge Birke, Stracke Birke, Hohe Hannes und Lümpchen.

## Geschichte
Die Grube entstand durch einen Verbund aus den Gruben Friedensburg, Harteborn, Abendstern und Hinterste Sinternzeche im Jahr 1858. Am 11. Mai 1859 folgte die Konsolidation aus 20 Gruben. Der Morgenröther Erbstollen wurde 1862 angelegt und erreichte eine Länge von 690 m. 1864 begann man mit dem Tiefbau, im Schacht wurden folgende Teufen erreicht:
| - 1864: 25 m - 1865: 42 m - 1866: 58 m | - 1867: 78 m - 1868: 80 m - 1884: 140 m | - 1887: 200 m - 1893: 240 m - 1895: 290 m | - 1908: 440 m - 1914: 540 m - 1929: 780 m |

Er hatte eine Größe von 2,5 × 3,2 m. Seine Teufe betrug zum Schluss 788,2 m, die Gesamtteufe der Grube 880 m. Die Dampfmaschine hatte eine Stärke von 47 PS. 1891 wurde das hölzerne Fördergerüst durch ein neues, 48 m hohes Stahlgerüst ersetzt und eine stärkere Fördermaschine angeschafft.
In den 1870er Jahren entwickelte sich die Grube zur bedeutendsten des Bergreviers. Die Förderung stieg stetig an. Wurden 1865 noch knapp 7000 t Eisenerz abgebaut, waren es 1876 bereits über 15.000 t und 1885 knapp 20.000 t. 1879 hatte die Grube eine Belegschaft von 120 Mann. Seit 1883 bestand eine Anbindung an die Eisern-Siegener Eisenbahn. 1891 wurde der Abbau mit Druckluft eingeführt. Dazu wurde ein Kompressor gekauft. 1895 wurden Röstöfen für die Weiterverarbeitung und Aufbereitung gebaut. 1900 wurden bereits 33.689 t Eisenerz gefördert. Doch während auf Brüderbund in Eiserfeld im Jahr 1913 bereits 81.000 t abgebaut wurden, lag die Förderung auf Eisernhardter Tiefbau noch unter 50.000 t.
1911 ging der Grubenbesitz in den Besitz der Charlottenhütte bei Niederschelden über. Kurze Zeit später erfolgte eine umfassende Modernisierung der Grubenanlagen, 1918 wurde eine neue Rohspataufbereitung mit Röstöfen und einer Verladeeinrichtung gebaut, später erfolgte die Elektrifizierung der Grube und der Kauf einer neuen Zwillings-Fördermaschine. 1926 wurde im Zuge des Besitzwechsels zu den Vereinigten Stahlwerken eine Verbindungsstrecke zur Grube Brüderbund auf der 9. Sohle in 490 m Teufe gehauen, dort erreichte sie die 6. Sohle in 470 m Teufe. Die Tagesanlagen des Brüderbunds im Kohlenbachtal wurden kurz darauf abgerissen und Eisernhardter Tiefbau zur zentralen Anlage ausgebaut. 1926 förderte der Verband mit 182.400 t fast 10 % der gesamten Förderung im Siegerland. Selbst während der Krise stand die Förderung als eine der wenigen Siegerländer Gruben nicht still. 1932 erfolgte der Durchschlag zur Grube Ameise im Leimbachtal auf der 14. bzw. 780-m-Sohle. Sieben Jahre später folgte der Verbund. In den 50er Jahren förderte der Verbund jährlich knapp 125.000 t Eisenstein mit einer Belegschaft von 500 Mann.
Im Jahr 1953 wurde die Grube der Erzbergbau Siegerland AG angeschlossen. Diese führte weitreichende Untersuchungen durch. 17 km Strecken, 332 m Schacht und 6968 Bohrungen wurden angelegt. Nachgewiesen wurden knapp 750.000 t Eisenerzvorräte, die jedoch nicht mehr abgebaut wurden. Am 30. Juni 1957 wurde die Grube stillgelegt.

## Konsolidationen
Die wichtigsten Verbände der Grube Eisernhardter Tiefbau:
- Alte Birke (Eisern, * vor 1791), Abbau von Braun- und Schwarzeisenstein
- Ameise (Eisern, * 1835, stillgelegt am 27. August 1932, 990 m Teufe)
- Brüderbund (Eiserfeld, * um 1400, stillgelegt am 15. Juli 1958, Teufe 1274,8 m)
- Krämer (Eisern, * vor 1674, stillgelegt 1903)
- Michel (Eisern, * vor 1623, Konsolidation 1884)
- Mocke (Siegen-Kaan-Marienborn, * 1847), stillgelegt am 31. Dezember 1957.
- Nachod (Eisern / Eisernhardt, * 1867), Kauf im Jahr 1961, Abbau von Eisenerz
- Silberquelle (Wilnsdorf-Obersdorf, stillgelegt 1911), ab 1874 wurde Tiefbau betrieben bis auf 180 m Teufe. Der Tiefe Silberqueller Erbstollen war im Obersdorftal angesetzt. Die Förderung 1885 betrug 6.114 t Eisenerz, 11 t Zinkerz und 41 t Bleierz. Die Gangmittel führten Spateisenstein mit Blei-, Kupfer-, Zink- und Nickeleinschlüssen.
- Stracke Birke (Eisern, * 1768), Abbau von Braun- und Schwarzeisenstein